# 居能站
居能站（日语：／ Inō eki */?）是位於山口縣宇部市居能町二丁目12番13號，西日本旅客鐵道（JR西日本）的宇部線和小野田線車站。
此站的所屬線是宇部線。在路線名稱上，此站是小野田線正式起點站，在運輸系統上，所有小野田線列車均駛至宇部新川站。

## 車站構造
車站是一座地面車站，設有2面2線的相對式月台（即1面1線的單式月台和1面1線的島式月台），可進行列車交會。原本此站設有2面3線的月台（1面1線的單式月台和1面2線的島式月台）。車站大樓位於單式月台側，各月台之間設有跨線橋連接。另外，月台編號由距離車站大樓最遠的月台開始編排，因此單式月台為4號月台，島式月台為3號月台（和舊2號月台）。隨後，島式月台於車站大樓對面的2號月台不再使用，在月台上設有柵欄。
此站是由廣島支社山口地區統括部管理的無人車站。車站大樓內設有自動售票機。
在1999年（平成11年）前，此站設有貨運列車出發或到達，因此此站設有數條側線。此站曾經設有專用線前往車站西邊的協和發酵工業（現時：協和發酵麒麟）宇部工場，以及前往車站南邊的宇部興產宇部工場。另外，宇部興產宇部工場的專用線設有分支點前往宇部港站，專用線上主要運送己内酰胺（聚酰胺的原材料）。

### 月台
| 月台 | 路線                      | 上下行 | 方向                 |
| ---- | ------------------------- | ------ | -------------------- |
| 3    | ■宇部線                   | 下行   | 宇部、厚狹、下關方向 |
| 3    | ■小野田線                 | 下行   | 小野田方向           |
| 4    | ■宇部線 （包含■小野田線） | 上行   | 宇部新川、新山口方向 |

## 歷史
- 1929年5月16日：宇部電氣鐵道（日语：宇部電気鉄道）沖之山舊礦站（後來為宇部港站） - 居能停留場 - 雀田停留場 - 新沖山站之間開通，此停留場啟用。
- 1938年11月6日：車站遷移至現地，並升級至車站。
- 1941年11月29日：宇部電氣鐵道與宇部鐵道（日语：宇部鉄道）合併。
- 1943年5月1日：宇部鐵道被國有化。成為國有鐵道宇部西線車站。
- 1945年6月20日：宇部西線貨物支線 居能站至岩鼻站之間（現時為宇部線的一部分）開通。
- 1948年2月1日：宇部西線改名為小野田線，此站成為小野田線車站。
- 1952年4月20日：宇部站（現時為宇部新川站）至居能站之間開設聯絡線。小野田線貨物支線居能站至岩鼻站之間編入至宇部線。宇部線走線變更，改為途經此站。使此站成為宇部線車站。另外，小野田線宇部港站至居能站之間的旅客服務廢止，貨物支線編入至宇部線。小野田線的起點改在此站。
- 1987年4月1日：隨國鐵分割民營化，車站由西日本旅客鐵道（JR西日本）和日本貨物鐵道（JR貨物）營運。同時，居能至宇部港之間的宇部線貨物支線由日本貨物鐵道以第一種鐵道事業者營運。
- 1992年11月：開設綠色窗口[2]。
- 1998年4月1日：改為業務委託車站，委托JR西日本廣島Maintec（日语：JR西日本広島メンテック）負責車站業務。
- 1999年：

- （日期不詳）：貨運列車廢止。
- 6月：綠色窗口結業。
- 7月1日：宇部線貨物支線 居能至宇部港之間事實已經停止營業。

- 2002年4月1日：降為無人車站。
- 2006年5月1日：宇部線貨物支線居能至宇部港之間正式廢線。
- 2014年4月1日：日本貨物鐵道結束貨物起卸業務[4]，貨運列車服務正式終止。

## 使用狀況
以下為近年使用人次：
| 乘車人次變化 | 乘車人次變化 |
| 年度         | 1日平均人次  |
| ------------ | ------------ |
| 1999         | 529          |
| 2000         | 444          |
| 2001         | 388          |
| 2002         | 291          |
| 2003         | 291          |
| 2004         | 252          |
| 2005         | 231          |
| 2006         | 224          |
| 2007         | 244          |
| 2008         | 232          |
| 2009         | 207          |
| 2010         | 152          |
| 2011         | 171          |
| 2012         | 182          |
| 2013         | 176          |
| 2014         | 173          |
| 2015         | 165          |
| 2016         | 182          |
| 2017         | 186          |
| 2018         | 200          |
| 2019         | 186          |
| 2020         | 168          |
| 2021         | 183          |
| 2022         | 188          |

## 車站周邊
在1993年（平成5年）前，於站前設有宇部市營巴士路線。
- 協和發酵麒麟（日语：協和発酵キリン）山口事業所宇部工場
- 宇部市西部淨化中心
- 宇部市中央批發市場（日语：宇部市中央卸売市場）
- 太陽家具百貨店（日语：太陽家具百貨店）總部
- Aruku（日语：丸久）南濱店
- NAFCO（日语：ナフコ (ホームセンター)）宇部店（前藤曲站、宇部電車區（日语：宇部新川鉄道部#車両支所）遺址位置）
- NAFCO Two-one Style宇部店
- Gusto宇部店
- Coco's宇部店
- 國道190號（日语：国道190号）
- 山口銀行藤山分店
- 宇部居能郵局

## 相鄰車站
西日本旅客鐵道（JR西日本）
■宇部線
宇部新川－居能－岩鼻
■小野田線
（宇部新川）－居能－妻崎

### 曾經存在的路線
日本貨物鐵道
宇部線貨物支線
宇部－宇部港站
- 在小野田線部分路段停止旅客營業前，曾經設有西沖山站。

## 外部連結
- 居能｜車站資訊：JR出門網 - 西日本旅客鐵道（日語）